# Arménské království
Arménské království, zvané také Velká Arménie (arménsky Մեծ Հայք, Mec Hajkh; starořecky Μεγάλη Ἀρμενία, Megalé Armenía; latinsky Armenia Maior nebo Magna Armenia), byla monarchie na starověkém Blízkém východě, která existovala od roku 321 př. n. l. do roku 428. Její historie se dělí na tři etapy, podle třech královských dynastií: orontské (321–200 př. n. l.), artašovské (189 př. n. l. – 12) a arsakovské (52–428). Velmi významné jsou náboženské a kulturní dějiny království. K osobitosti arménské kultury přispívá i unikátní, jiným národem nesdílená abeceda, která rovněž vznikla ve starém Arménském království. Roku 405 ji vytvořil kněz a vzdělanec Mesrop Maštoc. Arméni Arménské království z let 321 př. n. l. – 428 považují za zlatou éru svých dějin. Renesance království, v letech 884–1045, se pro odlišení většinou nazývá Bagratovská Arménie. „Exilové“ království založené Armény na pobřeží Středozemního moře (1198–1375) se obvykle nazývá Malá Arménie.

## Náboženství
Nejprve v království převládal zoroastrismus (zřejmě přenesený původní dynastií z Íránu) a arménský panteon sestával z bohů, kteří byli odvozeni od íránských, řeckých i semitských, avšak roku 301 král Tiridates III. vyhlásil křesťanství za státní náboženství. Arménie se tak stala první zemí světa, která tak učinila, patnáct let předtím, než to učinil císař Konstantin I. v Římě. Zásadní roli v tom sehrál Řehoř Osvětitel, který založil Arménskou apoštolskou církev. Arménští křesťané se do prvního nikajského koncilu vyvíjeli v těsné součinnosti s jinými křesťanskými centry, pak však byli izolováni, a proto se věroučně odlišují od pravoslavné i katolické církve. Arménská církev, nejstarší národní křesťanská církev světa, je stále rozhodující silou arménské národní identity – v Arménii se k ní dnes hlásí 95 % obyvatelstva. I zoroastrismus se však na území Arménie udržel (na západě země, mezi Kurdy).

## Historie

### Původ
V nejstarším období byla hornatá oblast známá jako Arménská vysočina obývána proto-arménskými kmeny a dalšími. Území patřilo pod Urartskou říši (860 př. n. l. – 590 př. n. l.), která o něj musela soupeřit s Asýrií. Kořeny království lze dosledovat k satrapii Achaimenovské říše (Persie), která byla vytvořena z území Urartu poté, co byla dobyta Médskou říší v roce 590 př. n. l. 

### Orontská dynastie
Satrapie se stala královstvím v roce 321 př. n. l. během vlády orontské dynastie, po dobytí achaimenovské Persie Alexandrem Velikým. Alexandr nejprve Arménii připojil a v roce 330 př. n. l. hlavním městem vyhlásil Armavir (bývalé urartské město Argishtihinili). Zdá se pravděpodobné, že politický systém Arménie zůstal hodně podobný tomu za Peršanů, odborníci orontské krále v této éře označují za polonezávislé (na Makedonii). V této době se také zformovala místní dědičná šlechta, tzv. nachararové, takže lze hovořit o zárodcích feudálního systému. Změna přišla s rokem 321 př. n. l., kdy Seleukovci ovládli asijskou část Alexandrovy říše. Seleukovci ponechali orontským panovníkům velkou autonomii, a proto se rok 321 př. n. l. rovněž uvádí jako rok vzniku Arménského království. Nezávislost na Seleukovském mocenském centru je dokazována nejen titulem králů, který Orontové získali, ale i ražbou vlastních mincí. Pod vlivem Seleukovské říše došlo ke značné helenizaci oblasti, přesněji k pozoruhodné směsi lokálních, perských a řeckých kulturních prvků. Byla založena i nová města, např. Samosata, Arsamosata nebo Arsameia. Pod tlakem Seleukovců bylo Arménské království rozděleno na dvě části – Armenia Maior a Sofene.

### Artašovská dynastie a tigranovská éra

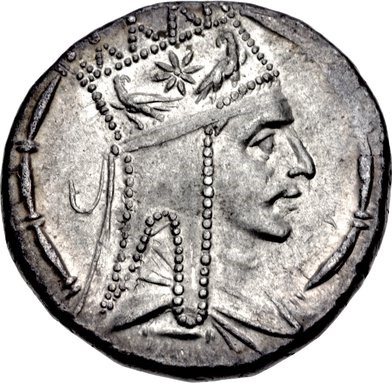
Tigranés II.

V roce 189 př. n. l. obě země ovládla artašovská dynastie. Během východní expanze Římské republiky dosáhlo Arménské království pod Tigranem Velikým svého vrcholu (83–69 př. n. l.). Nejprve znovu získalo Sofene a pak začalo dobývat další území upadající Seleukovské říše. Načas se stalo nejmocnějším státem na východ od Říma, ba impériem. V době největší územní expanze pod Tigranovou vládou sahalo arménské království od Středozemního ke Kaspickému moři a na severu takřka až k moři Černému. Od té doby Arméni užívají úsloví „Arménie od moře k moři“ (Covic cov Hajastan). Po vrcholu úspěšné expanze nechal Tigranés postavit nové, výstavní královské město, Tigranakert. Staré hlavní město Artašat totiž leželo nyní příliš na severu nové říše, nové mělo být v jejím středu. O jeho přesném umístění se však archeologové přou, město bylo totiž zcela rozvráceno a ztraceno. Bylo prý postaveno v helénském stylu a na dvoře se mluvilo řecky, Tigranes byl klíčovým reprezentantem pokusů o helenizaci Kavkazu (kulturní, nikoli politickou). I z tohoto důvodu (krom důvodů taktických) se Tigranes vždy bránil konfliktu s Římem. Když se Řím dostal do války s Pontem, snažil se Tigranes zachovat neutralitu, ačkoli Pontu vládl jeho zeť Mithridatés VI. Pontský. Když však byl Mithridatés poražen, nezbývalo Tigranovi než mu poskytnout azyl, čímž se odsoudil k válce s Římem. Roku 69 př. n. l. římská vojska pod vedením vojevůdce Luculla Arménii napadla. Tigranés byl 6. října poražen u Tigranakertu. Musel z města uprchnout, záhy je opustili i jeho obyvatelé a město bylo srovnáno se zemí. Tigranes se úchýlil do Artašatu, avšak když k němu přitáhl jiný římský vojevůdce Pompeius, raději se Tigranes vzdal, aby město ušetřil osudu Tigranakertu. V roce 20 př. n. l. Augustus vyjednal příměří s Parthy s tím, že se Arménie stala nárazníkovou zónou mezi dvěma hlavními mocnostmi.
Pak království fungovalo jako římský klient, a to až do roku 12, kdy Římané královskou rodinu sesadili v obavě, aby se Arménie nestala spojencem Parthské říše, nového velkého konkurenta Říma. 

### Arsakovská dynastie a římská provincie

Provincie Arménie

Nakonec právě Parthové dosadili roku 52 novou dynastii, arsakovskou, prvním jejím členem na arménském trůně se stal Tiridates I. Arménská šlechta pak byla rozdělena na prořímskou a proparthskou a země byla zmítána mezi dvěma mocnostmi, což vedlo i k tomu, že se nakrátko (114–118) stala římskou privincií, pod císařem Traianem. Situace se příliš nezměnila ani s velkými změnami na západě a na jihu, jen staré mocnosti byly nahrazeny novými – Východořímskou říší a Sásánovskou říší. Arménie byla znovu nárazníkem mezi nimi a musela střídat vazalství k těmto říším podle okolností. Taktika však nepomohla, střet Byzance a Sasánovců nakonec Arménii rozerval – vznikla byzantská Arménie (387) a perská Arménie (428). To byl definitivní konec prvního arménského království.